# Judaisme humanista
El judaisme humanista és un moviment plural que emfatitza la cultura jueva i la seva història més que la creença en Déu com a font de la identitat jueva pel que els seus rituals i cerimònies normalment no inclouen resos ni invocacions a deïtats.

## Creences
Entre les persones jueves humanistes es troben ateus i creients i la seva visió filosòfica deriva de l'humanisme, humanisme religiós i humanisme laic i les seves creences poden resumir-se en:
- Un jueu és aquella persona que s'identifica amb la història, cultura i futur del poble jueu.
- El judaisme és la cultura històrica de les persones jueves i la religió és solament una part d'aquesta cultura.
- Les persones posseeixen el poder i la responsabilitat de conformar les seves vides independentment de qualsevol autoritat sobrenatural.
- L'ètica i la moralitat deu servir a les necessitats humanes i les eleccions han de realitzar-se sobre la base de les conseqüències de les accions i no basant-se en regles o manaments preconcebudes.
- La història jueva, com les altres és un fenomen purament humà i natural. Els textos bíblics i uns altres tradicionals són producte de l'activitat humana i es comprenen sota l'anàlisi arqueològica i científic.

## Orígens
En la seva forma actual va ser fundat en 1963 pel rabí Sherwin Wine.
Com a rabí format en el judaisme reformista i amb una congregació laica, no-teista a Michigan, Wine va desenvolupar una litúrgia que reflectia aquest moviment i la filosofia de la seva congregació emfatitzant la cultura, història i identitat jueva a través de l'ètica i excloent qualsevol referència a Déu. Aquesta congregació va desenvolupar per a les seves activitats el Birmingham Temple, actualment a Farmington Hills, Michigan. Aviat es va unir amb una congregació reformista a Illinois conduïda pel rabino Daniel Friedman i a un altre grup a Westport, Connecticut.
En 1969, aquestes i altres congregacions es van organitzar sota el paraigua de la Society for Humanistic Judaism (SHJ). Aquesta societat explica avui dia amb més de 10.000 membres als Estats Units i Canadà.
Més tard, en 1986, es funda el International Institute for Secular Humanistic Judaism, centre intel·lectual i acadèmic del judaisme humanista, establint-se a Jerusalem i més tard a Farmington Hill, Michigan. L'institut ofereix programes de formació per a educadors, i líders comunitaris (coneguts en hebreu com madrichim i en jiddisch com vegvayzer), portaveus i rabins, a més de realitzar seminaris públics, col·loquis i publicacions.

## Igualitarisme
El judaisme humanista és igualitari pel que fa al gènere i la identificació de gènere, l'estatus jueu i l'orientació sexual. Les cerimònies en les quals es posa nom als bebès són similars per a nens i nenes i s'utilitzen en lloc de la circumcisió del Brit Milà. Aquelles persones que s'identifiquen com a jueves i aquelles que no, així com gais, lesbianes, bisexuals i transgènere poden participar i dirigir els rituals.